# 양홍묵
양홍묵(梁弘默, 1866년 ~ ?)은 대한제국 시기의 개화파 지식인이며, 일제강점기 초기의 관료이다. 한자 이름이 양홍묵(梁鴻默)으로 기록된 곳도 있다.

## 생애
본관은 제주이다. 서재필이 1896년에 배재학당을 중심으로 조직한 협성회에서 활동하면서 개화 운동을 벌였다. 협성회 기관지인 《협성회회보》 발간을 전담하였고, 협성회가 독립협회로 발전할 때도 가담하였다.
독립협회가 탄압을 받자 이승만과 함께 경무청을 방문하여 만민공동회를 개최하고 연설을 하는 등, 독립협회 탄압에 대해 반발했다. 1898년에는 이승만 등과 함께 《협성회회보》를 발전시켜 한글 신문 《매일신문》을 창간하고 사장을 맡았다. 양홍묵은 이때 배재학당 교사로 일하고 있었다.
이후 관계로 진출하였다. 1907년에 경상남도 김해군 군수를 맡고 있었는데, 3월 19일에 김해군민들이 양홍묵의 증세 정책을 규탄하며 폭동을 일으킨 일이 있다. 한일 병합 조약 체결 직전인 1908년에 경상북도 청도군 군수로 임명되었다.
1910년에 한일 병합으로 조선총독부 체제가 출범하면서 경주군 군수로 근무하게 되었으며, 1912년에 한국병합기념장을 수여받았다. 1916년부터는 경상북도 지방토지조사위원회 임시위원을 겸임했다. 1919년까지 경주군수로 재직 중이었고, 종6위에 서위되어 있었다.
2008년 발표된 민족문제연구소의 친일인명사전 수록예정자 명단의 관료 부문에 포함되었다.

## 같이 보기
- 매일신문

## 참고자료
- 양홍묵(梁鴻默) - 한국학중앙연구원